# Éditions Métropolis
Les Éditions Metropolis présentent  un catalogue de plus de deux cents titres qui se décline en plusieurs collections : littérature française (Suisse, Belgique, France, Caraïbes), littérature traduite, littérature de voyage, collection « Essais Histoire »…Elles comptent aussi des collections plus « militantes », celle des Oubliés, créée et dirigée par Jerome Charyn, la collection Femmes, qui rend justice à des personnalités historiques méconnues, ou encore une collection Cuisine qui défend une lecture sociologique et ethnographique des traditions culinaires.
Fondées à Genève en 1988 par Michèle Stroun, les Éditions Metropolis sont reprises par la comédienne et metteuse en scène Marie Hasse qui fait revivre ce catalogue tout en l’enrichissant. Parmi ses premières publications, le coffret trilogie « Et la guerre est finie… » de Shmuel T. Meyer reçoit le prix Goncourt de la Nouvelle 2021.

## Quelques titres du catalogue
- Jean-Baptiste Jeener, L'Avoir aimée, 2021
- Sholem Aleichem, La Vie éternelle
- Giovanni Bonalumi, Les Otages[1]
- Nicolas Bouvier, L’Échappée belle
- Jerome Charyn, Le Nez de Pinocchio
- Gérard Étienne, La Reine Soleil levé
- Armand Gatti, Incertitudes de Werner Heisenberg
- Vahé Godel, (Le reste est invisible)
- Hermann Hesse, Feuillets d'album
- Vladimír Holan, Douleur
- Shmuel T. Meyer, Et la guerre est finie…
- Aristote et Nicos Nicolaïdis, Dictionnaire des mots inexistants[2]
- Pascal Nordmann, Incident de frontière
- Annemarie Schwarzenbach, Voir une femme
- Youval Shimoni, Le Vol du pigeon[3]
- Daniel Spoerri, Journal gastronomique
- Nathan Weinstock, Le Yiddish tel qu'on l'oublie[4]